# 안산역
안산역(安山驛, Ansan station)은 경기도 안산시 단원구 원곡동에 있는 수도권 전철 4호선, 수도권 전철 수인·분당선의 철도역이다. 수도권 전철 서해선은 심야에 1편성이 주박한다. 수도권 전철 4호선은 심야에 5편성이 주박한다.

## 개요

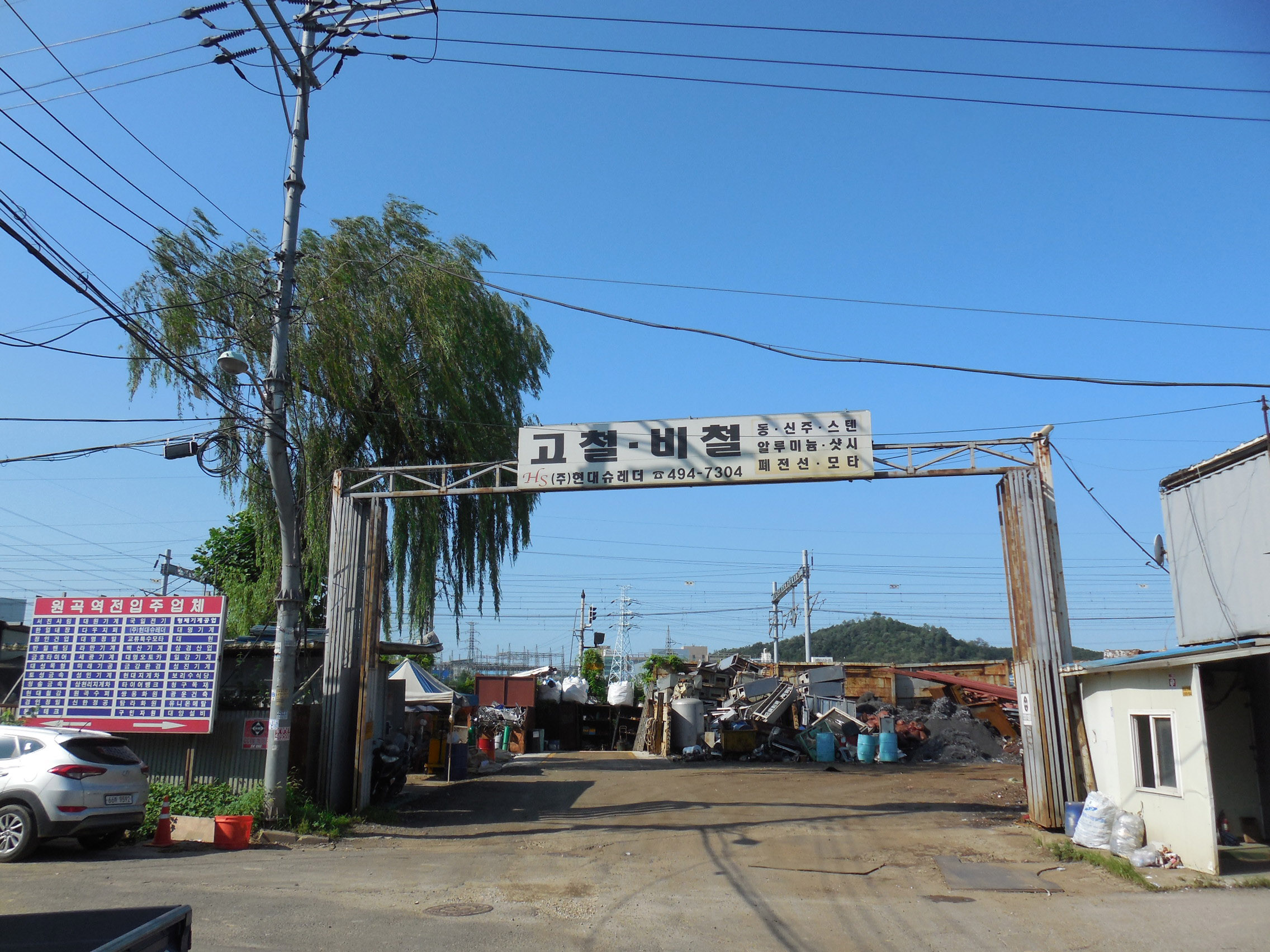
옛 수인선 원곡역 앞

본래 협궤 시절 수인선의 개통과 함께 원곡역으로 영업을 개시하였다. 원곡역은 승강장에 본선 2선과 교행선 2선이 설치되어 상·하행 열차가 교행하였고, 급수탑이 있어 증기 기관차가 증기수를 보충하였을 만큼 주요한 운전취급역이었다. 1988년 10월 25일 안산선이 개통되면서, 수인선 측 승강장을 동쪽으로 이설하여 안산선의 고상 승강장 옆에 저상 승강장을 나란히 설치하여 수인선의 여객 영업을 하게 되었고, 역명을 안산역으로 개칭하였다. 이후 옛 원곡역의 부지에 표준궤 선로를 연장하여, 차량을 유치시키거나 화물을 처리하는 용도로 사용하였다. 수인선의 송도 - 한대앞 구간이 운전 취급을 중지한 이후에는 협궤 선로가 완전히 철거되었으며, 현재는 연장된 안산선과 함께 전동차 유치선이 기존 폐역 부지에 설치되어 있다.
안산역은 안산선의 개통 이후부터 2000년 7월 27일까지는 안산 - 오이도 구간이 연장되기 전까지는 안산선의 종점이었다. 또한 안산-경부선 직결 노선으로 직결 운행할 때는 안산역까지 1호선 전동차가 시·종착하기도 하였으나, 이마저도 2003년 4월 30일에 수도권 전철 1호선이 병점역까지 연장됨에 따라 직결 운행이 전면 폐지되어, 일부 전동차는 이 역에서 시·종착하며, 경정비 및 일부 검수가 안산역 구내의 전동차량 검수고에서 이뤄진다. 한때 화물 취급을 하여 주로 야간에 화물 열차가 운영되는 역이었으나, 2010년 9월 1일에 중지하였다. 현재는 수도권 전철 4호선와 수도권 전철 수인·분당선 전동차가 정차하고 있다.
역명이 안산역이어서 안산시의 중심부로 오해하기 쉬우나, 안산선이 오이도역 연장 이전까지는 안산선의 종점역으로써 의미로 역명이 정해졌기 때문에, 실제로는 안산시내의 중앙 중앙동에 있는 중앙역 일대가 안산시의 중심 상업지역이다. 참고로 안산시청은 중앙역과 고잔역 사이에 있으며 고잔역에 더 가깝다. 
안산역은 안산시의 서부지역의 산업단지와 주거지 경계지 교통의 요충지에 위치한다. 외국인 근로자들이 비교적 많이 거주하는 원곡동 주택단지 일대와 안산유통상가 사이에 있고, 중앙대로 남단에 위치하여 안산스마트허브에 가까이 있다.  안산 지역과 시흥시 남부지역 사이의 교통의 요충지이며, 대다수 안산시와 시화지역 버스 노선들이 안산역 환승버스센터를 경유한다. 
역무실에서 한국철도 100주년 기념 스탬프를 날인할 수 있다. 이 역과 서해선 시우역 사이에는 시흥차량사업소 입·출고가 가능하도록 서해선과의 연결선이 설치되어 있으며, 서해선 전동차가 시흥차량사업소로 입·출고 시 이 선로를 사용한다.

## 역사
- 1937년 8월 5일: 수인선 영업 개시 (당시 역명은 원곡역(元谷驛), 정차장 등급)[1]
- 1988년 10월 25일: 안산선 영업 개시, 수인선의 역명을 안산역으로 변경[2], 수인선 측 영업거리표 개정 (수원기점 27.9km→26.7km)[3]
- 1989년 11월 1일: 화물 취급 개시[4]
- 1993년 1월 15일: 과천선 직결 열차 운행 시작
- 1994년 4월 1일: 서울 지하철 4호선 - 과천선 직결 열차 운행 개시 (서울역행)
- 1994년 9월 1일: 수인선 송도 - 한대앞 구간의 수인선 운행 폐지
- 2000년 7월 28일: 안산선 안산 - 오이도 구간의 개통[5]으로 오이도행 열차 운행 개시 중간역이 됨
- 2009년 12월 1일: 철도승차권 단말기 철거
- 2010년 1월 18일: 안산선 급행 열차 운행 개시[6]
- 2010년 9월 1일: 화물 취급 중지[7]
- 2014년 4월: 스크린도어 설치
- 2017년 7월: 안산역까지 운행한 급행열차를 오이도역까지 연장
- 2020년 9월 12일: 수도권 전철 수인분당선 개통과 함께 환승역이 됨

## 역 구조
2면 4선의 쌍섬식 승강장이다. 스크린도어는 4개의 승강장 모두 설치되어 있다. 출구는 2개가 있다.

### 배선도
안산역의 배선도는 다음과 같다. 안산역에서 초지역 방향으로 서해선 시우역으로 연결되는 안산연결선이 설치되어 있다.

### 승강장
| ↑초지              |
| \| １２ \| ３４ \| |
| 신길온천↓          |

| 1~2 | ● 수도권 전철 수인·분당선 | 수원 · 야탑 · 선정릉 · 왕십리 방면     |
| 1~2 | ● 수도권 전철 4호선       | 중앙 · 금정 · 명동 · 불암산 방면       |
| 3~4 | ● 수도권 전철 수인·분당선 | 신길온천 · 인천논현 · 연수 · 인천 방면 |
| 3~4 | ● 수도권 전철 4호선       | 신길온천 · 정왕 · 오이도 방면          |

## 역 주변
- 이마트 트레이더스 안산점
- 원곡동행정복지센터
- 원곡보건지소
- 원곡고등학교
- 신길동행정복지센터
- 신길고등학교
- 신길중학교
- 안산대월초등학교

## 승차량 변동
| 역 노선 | 승차 인원 | 승차 인원 | 승차 인원 | 승차 인원 | 승차 인원 | 승차 인원 | 승차 인원 | 승차 인원 | 승차 인원 | 승차 인원 | 승차 인원 | 승차 인원 | 승차 인원 | 승차 인원 | 승차 인원 | 승차 인원 | 승차 인원 | 승차 인원 | 승차 인원 | 승차 인원 | 승차 인원 | 승차 인원 | 승차 인원 | 주 석 |
| 역 노선 | 2000년    | 2001년    | 2002년    | 2003년    | 2004년    | 2005년    | 2006년    | 2007년    | 2008년    | 2009년    | 2010년    | 2011년    | 2012년    | 2013년    | 2014년    | 2015년    | 2016년    | 2017년    | 2018년    | 2019년    | 2020년    | 2021년    | 2022년    | 주 석 |
| ------- | --------- | --------- | --------- | --------- | --------- | --------- | --------- | --------- | --------- | --------- | --------- | --------- | --------- | --------- | --------- | --------- | --------- | --------- | --------- | --------- | --------- | --------- | --------- | ----- |
| 4호선   | 14916     | 13972     | 14988     | 15354     | 11884     | 11195     | 11769     | 11975     | 13621     | 13637     | 15245     | 17092     | 17362     | 19056     | 19517     | 18504     | 17886     | 17242     | 16174     | 14905     | 10324     | 10323     | 11125     | [ 8 ] |

## 인접한 역
| 안산선                | 안산선                         | 안산선                   |
| --------------------- | ------------------------------ | ------------------------ |
| 452 초지 불암산 방면  | ● 수도권 전철 4호선 완행       | 454 신길온천 오이도 방면 |
| 453 초지 불암산 방면  | ● 수도권 전철 4호선 급행       | 456 정왕 오이도 방면     |
| 수인선                |                                |                          |
| K254 초지 청량리 방면 | ● 수도권 전철 수인·분당선 완행 | K256 신길온천 인천 방면  |

## 사진

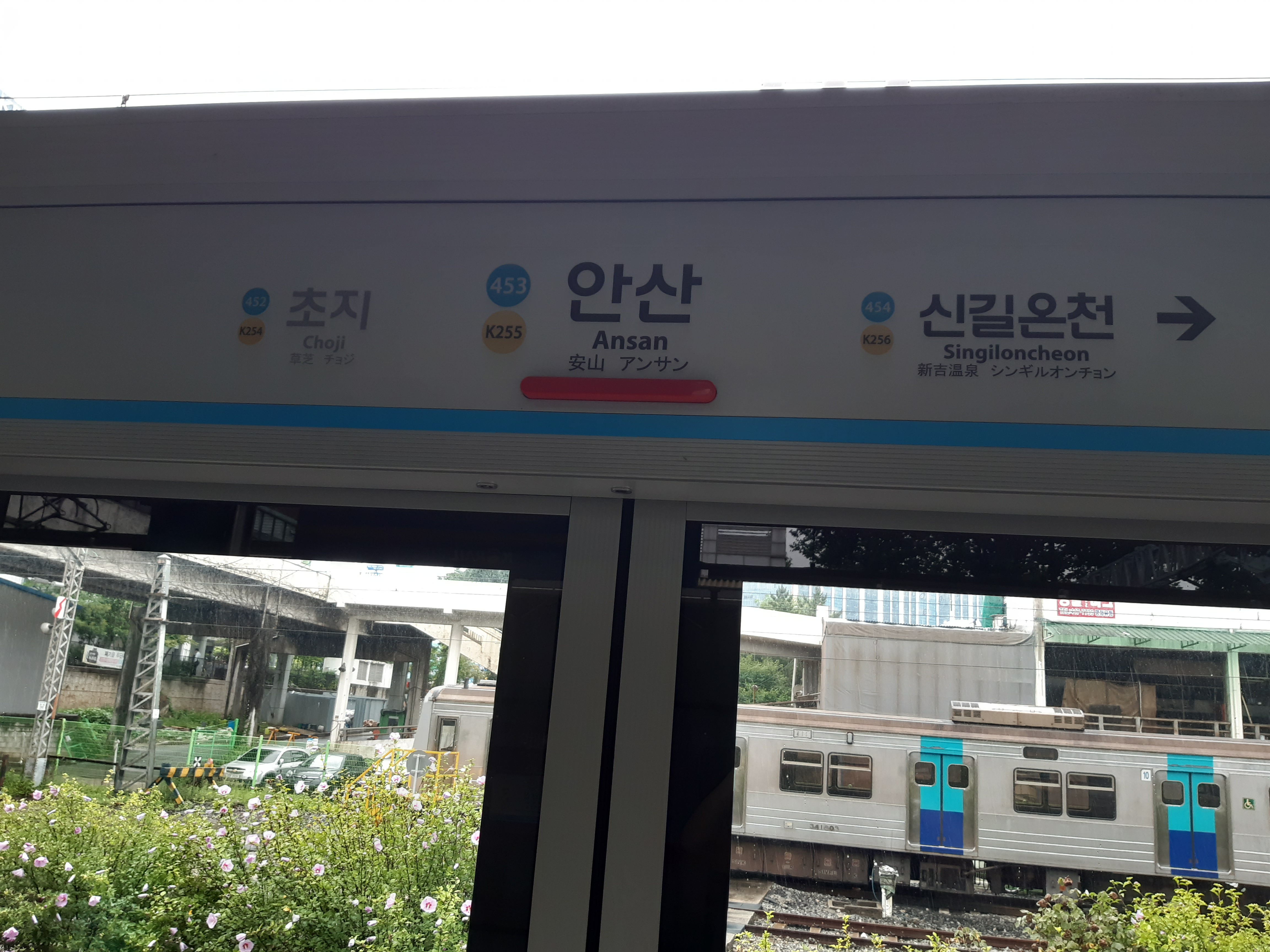
스크린도어
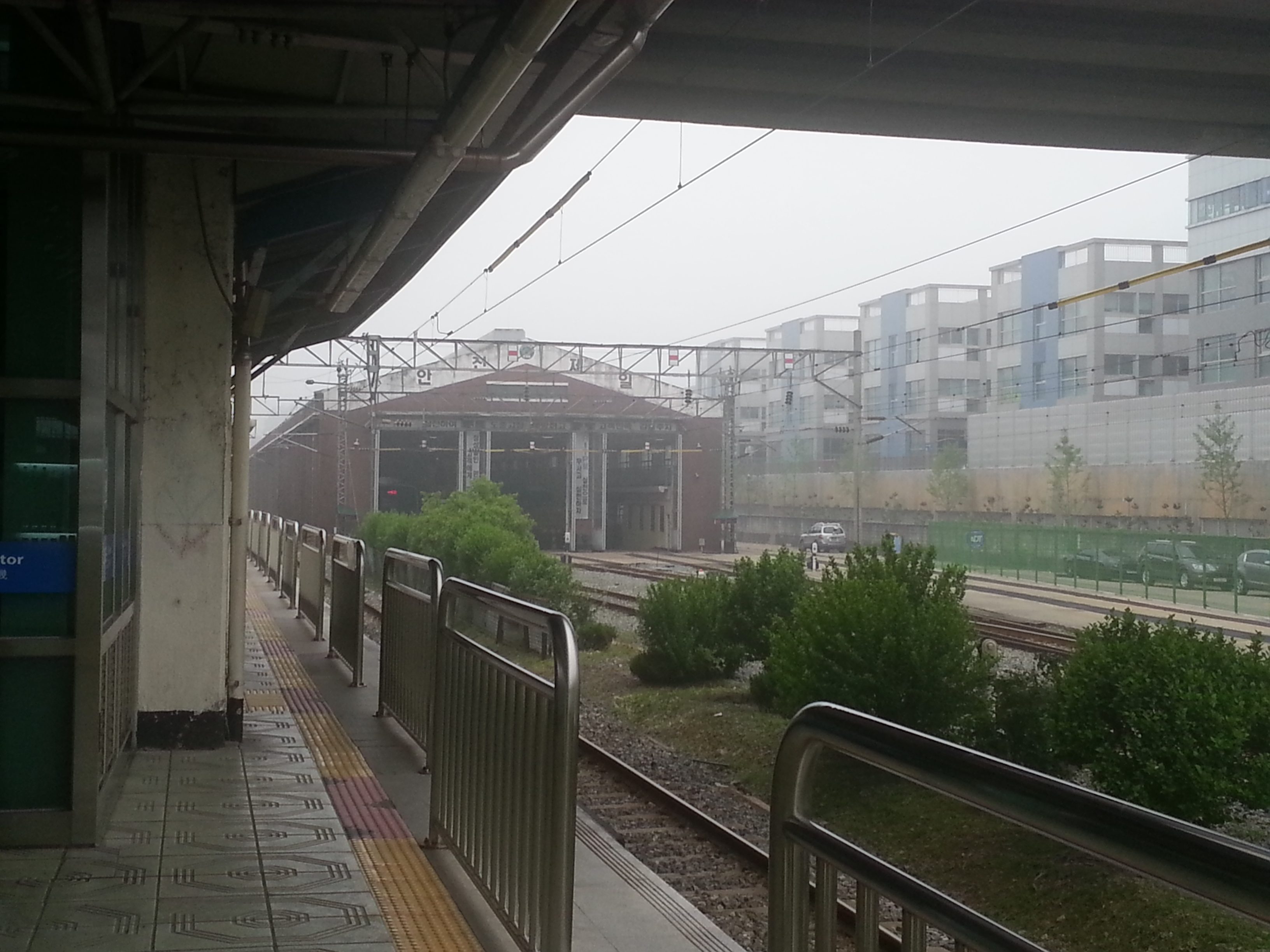
철도 정비고